# تيم ريان (ممثل)
تيم ريان (بالإنجليزية: Tim Ryan)‏ هو ممثل أمريكي، ولد في 5 يوليو 1899 في الولايات المتحدة، وتوفي في 22 أكتوبر 1956 بهوليوود في الولايات المتحدة بسبب نوبة قلبية.

## وصلات خارجية
- تيم ريان على موقع IMDb (الإنجليزية)
- تيم ريان على موقع قاعدة بيانات الفيلم (الإنجليزية)